# Festival de Publicidade de Cannes
O Festival de Criatividade de Cannes (em inglês Cannes Lions International Festival of Creativity) foi criado pela SAWA (Screen Advertising Worlds Agencies), hoje pertence a Ascential plc e é realizado na cidade de Cannes, na Riviera Francesa. Foi criado em 1953, e se tornou o mais importante prêmio da publicidade mundial. Geralmente é realizado no mês de junho.

## O Festival
Tradicionalmente, teve uma única categoria (Filmes), até que no início da década de 90 começaram a surgir novas categorias. Os prêmios são divididos em Grand Prix, Leão de Ouro, Leão de Prata e Leão de Bronze. Cada categoria tem um chefe de júri, e o júri de cada categoria é composto por publicitários de vários países escolhidos, sendo estes países os que tem maior participação em inscrição de peças no festival. Em 2005, foi criado o Titanium Lions, categoria criada para premiar as ideias mais inovadoras e audaciosas em comunicação. Em 2006, a novidades são: a nova categoria, Promo Lions, e a separação da categoria Impressa da categoria Outdoor. O Brasil tornou-se um dos países mais premiados no Festival, juntamente com os Estados Unidos, Inglaterra, Alemanha, França e Espanha. Outros países importantes, tratando-se de premiação, são Itália, Portugal, Suécia, Argentina, Japão, entre outros.

## Categorias
Na edição de 2006, houve nove categorias:
- Filmes
- Mídia Impressa
- Mídia Outdoor
- Lions Direct (Marketing direto)
- Media Lions (Mídia)
- Internet
- Rádio
- Titanium Lions
- Promo Lions (Promoção de Vendas)

Categoria Especial:
- Young Creatives (destinada a jovens talentos da propaganda)

## O Brasil no Festival
O primeiro leão de ouro da publicidade brasileira veio em 1974, com o filme Homem com mais de quarenta anos, criado por Washington Olivetto e Francesc Petit, pela agência DPZ, para o Conselho Nacional de Propaganda. Desde então, o Brasil tem ganhado cada vez mais prêmios e se tornado destaque, como é o caso de agências como DM9DDB e F/Nazca Saatchi & Saatchi, eleitas melhores agências do mundo no festival. Na categoria Young Creatives, o primeiro leão de ouro foi ganho em 2001 pela dupla Guga Ketzer e Marco Aurélio Monteiro. Na última edição (2005), o Brasil foi terceiro país que mais inscreveu peças no festival (atrás de Estados Unidos e Alemanha, e na frente de Inglaterra e Espanha).
Em 2006, o Brasil conquistou três Leões de Bronze, entretanto, um deles foi devolvido pela Lew Lara 15 dias após o término do Festival de Cannes. Se considerarmos esse fato, a performance brasileira em 2007 é semelhante a do ano passado, porém, naquele em 2006 tivemos 18 peças entre as finalistas, contra 10 desta edição.
Somando todas as áreas do festival, o Brasil ganhou mais 28 Leões em 2007, fechando sua participação no Palais des Festivals com seis Leões de Ouro, quatro de Prata e 20 de Bronze, performance melhor que a do ano passado, quando o País conquistou 28 Leões, sendo cinco de Ouro, sete de Prata e 15 de Bronze.
Em 2015 o Brasil ganhou pela primeira vez na história do festival o Grand Prix em Film, com a peça Leica 100 dirigida por Jones+Tino, da Stink, com criação geral de Fabio Fernandes, da F/Nazca Saatchi&Saatchi.
Em 2017, o Brasil somou dezenas de Leões no festival. Entre outros, na categoria “Media” (Meios de Comunicação) do 64º Cannes Lions, a ação #VamosMudarOsNúmeros realizada pelo Cruzeiro Esporte Clube em parceria com a ONG AzMina foi premiada com o Leão de Bronze.

## Portugal no Festival
Em 2018, a lourinhanense Ana Rita Almeida ganhou o Young Lions Award na Young Lions Marketers Competition, na 65ª edição da Cannes Lions International Festival of Creativity em 2018.